# Konsoni Lantegia
Konsoni Lantegia es un depósito de material industrial mueble del Departamento de Cultura del Gobierno Vasco. El depósito se encuentra en las antiguas instalaciones de la empresa Consonni en Zorrotzaurre en Bilbao, Vizcaya en el País Vasco en España.
En el almacén se guardan cerca de dos mil objetos entre los que se pueden encontrar: motos, linotipias, anclas, imprentas, motores, prensas... El origen de esta colección se inició en la década de 1980 cuando a raíz de la reconversión industrial se perdió buena parte de la industria vasca. Para evitar la pérdida de este patrimonio se creó el almacén para almacenas la recogida de maquinaria industrial que continúa a día de hoy.
Tras la apertura del depósito a visitas puntuales, desde 2018 y con la colaboración de la Asociación Vasca de Patrimonio Industrial y Obra Pública se realizan visitas guiadas todos los viernes bajo inscripción.

## Galería

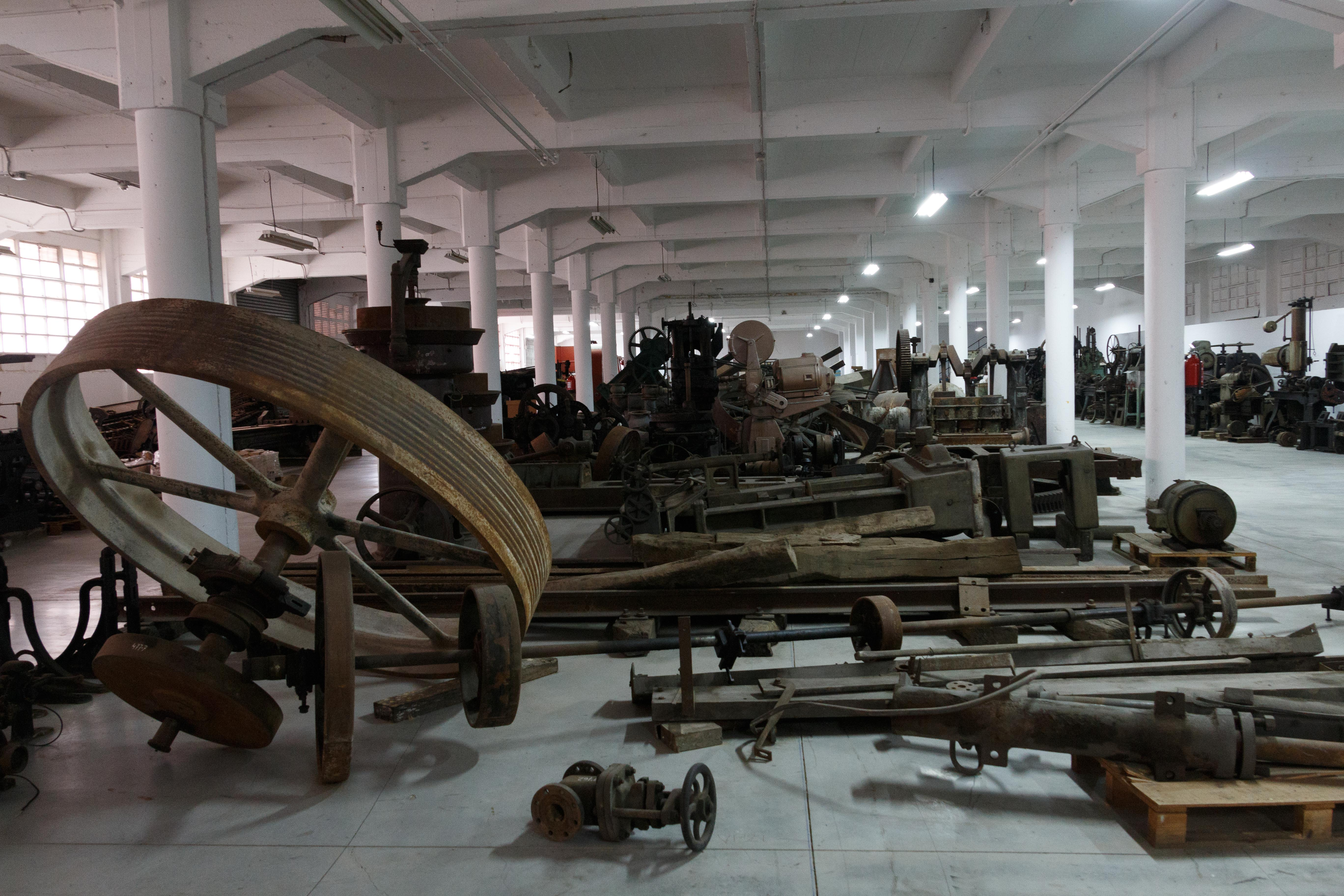
Vista general del depósito
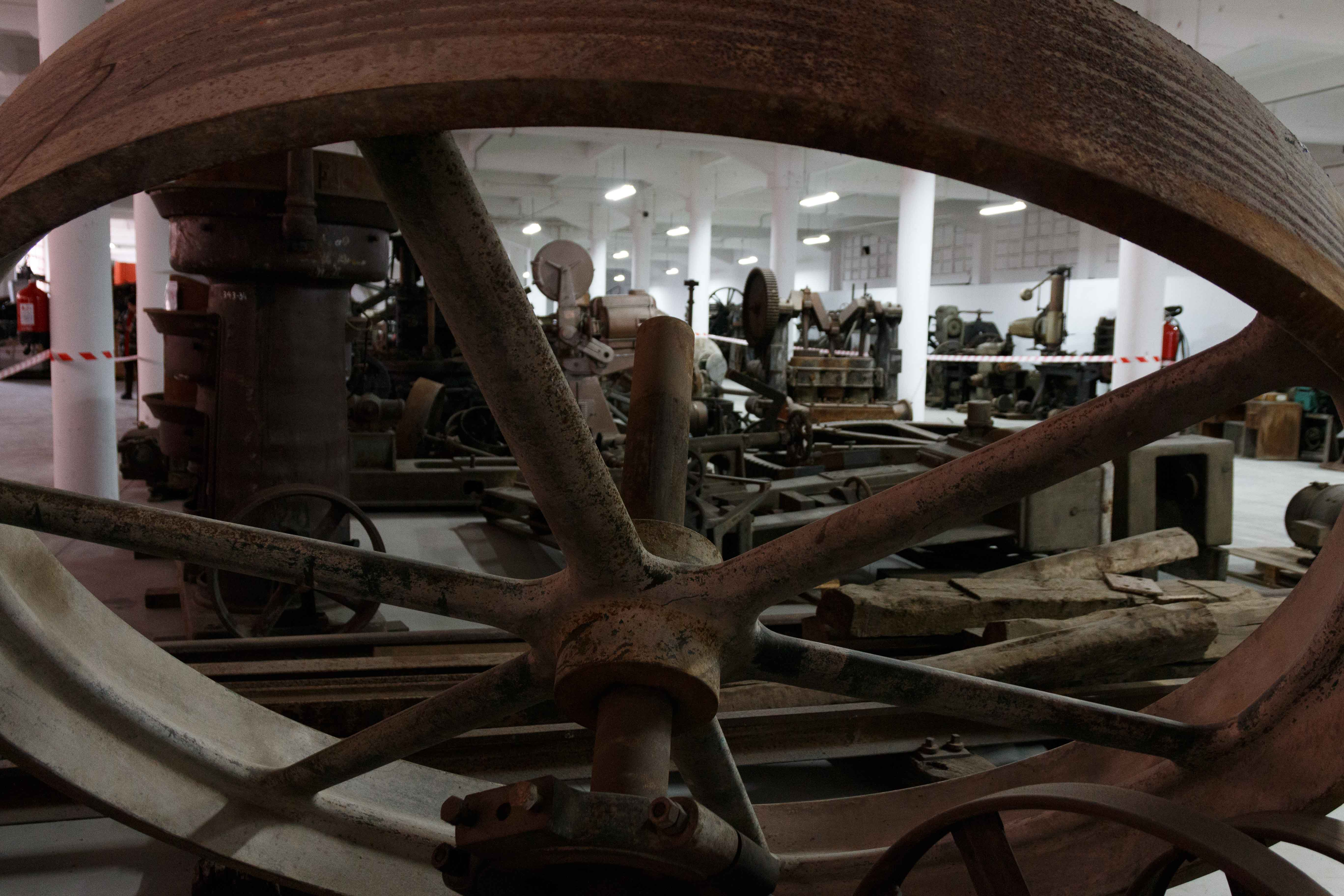
Detalle
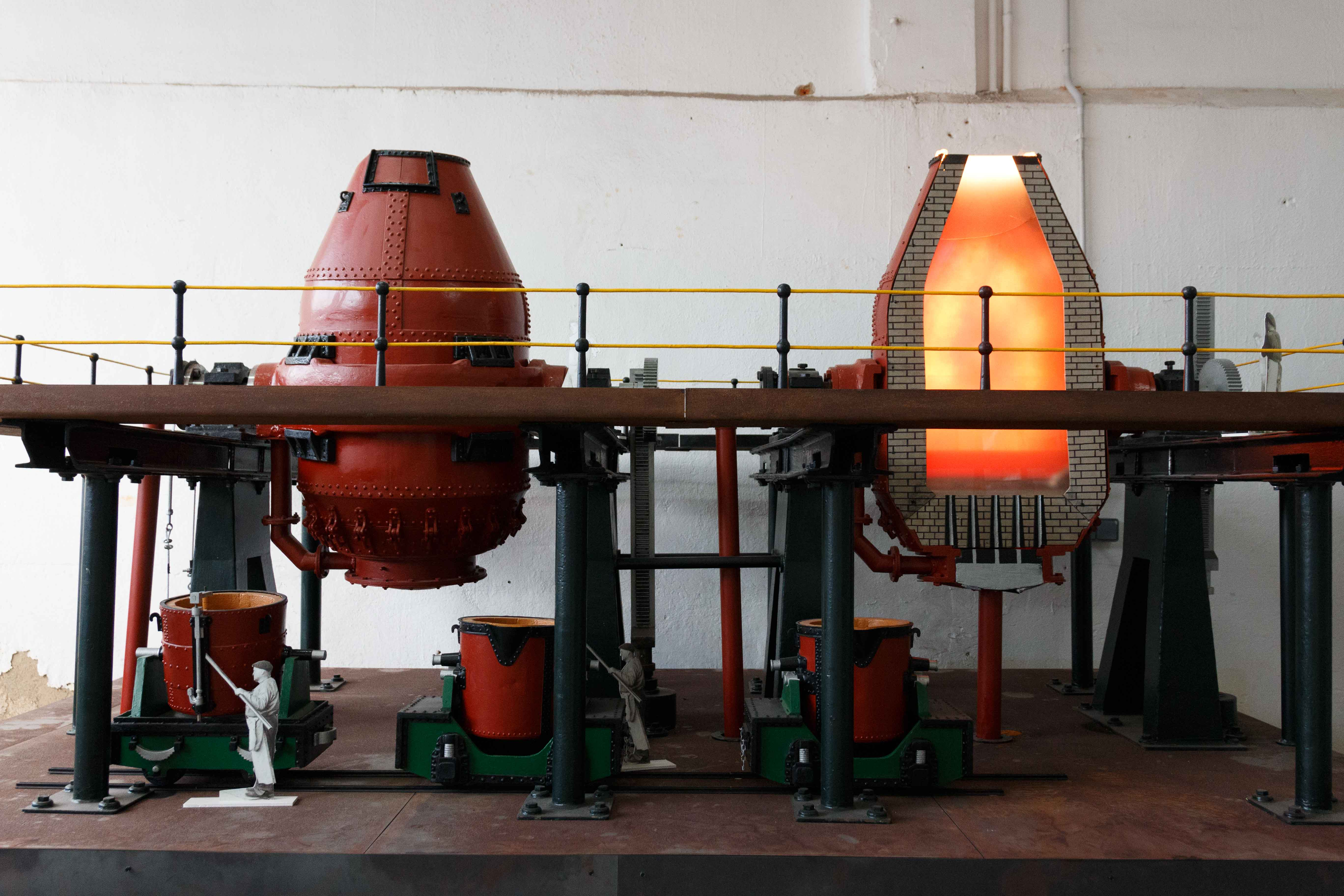
Maqueta hornos Bessemer